# Tullamore
Tullamore (iriska: Tulach Mhór) är en stad i grevskapet Offaly i Republiken Irland, beläget i den centrala delen av ön. Tullamore ligger 60 meter över havet och antalet invånare är 14 607.
Tullamore är huvudort i grevskapet Offaly och är industricentrum i regionen där stora arbetsgivare är Tyco Healthcare och Boston Scientific. I Tullamore finns även det nya Midland Regional Hospital och Health Service Executives Midlandkontor, som sysselsätter 1 000 personer. 